# Sava-Arangel Čestić
Sava-Arangel Čestić (in serbo Сава Арангел Чecтић?; Offenbach am Main, 19 febbraio 2001) è un calciatore tedesco naturalizzato serbo, difensore dell'Heracles Almelo.

## Caratteristiche tecniche
È un difensore centrale.

## Carriera

### Club
Nato in Germania da genitori di origine serba, inizia la propria carriera nei Kickers Offenbach dove gioca dal 2011 al 2015. In seguito milita nelle giovanili di FSV Francoforte, Schalke 04 e Colonia, che nel 2020 lo promuove in prima squadra. Fa il suo esordio fra i professionisti il 28 novembre in occasione del match di Bundesliga vinto 2-1 contro il Borussia Dortmund.
Il 7 gennaio 2022 rescinde il proprio contratto con il club tedesco, per poi accasarsi tre giorni dopo ai croati del Rijeka.

### Nazionale
Il 7 giugno 2021 debutta con la nazionale maggiore in occasione dell'amichevole pareggiata 1-1 contro la Giamaica.

## Statistiche
Statistiche aggiornate al 7 gennaio 2022.

### Presenze e reti nei club
| Stagione          | Squadra           | Campionato        | Campionato | Campionato | Coppe nazionali | Coppe nazionali | Coppe nazionali | Coppe continentali | Coppe continentali | Coppe continentali | Altre coppe | Altre coppe | Altre coppe | Totale | Totale | Totale |
| Stagione          | Squadra           | Comp              | Pres       | Reti       | Comp            | Pres            | Reti            | Comp               | Pres               | Reti               | Comp        | Pres        | Reti        | Pres   | Reti   |        |
| ----------------- | ----------------- | ----------------- | ---------- | ---------- | --------------- | --------------- | --------------- | ------------------ | ------------------ | ------------------ | ----------- | ----------- | ----------- | ------ | ------ | ------ |
| 2020-2021         | Colonia II        | RL                | 12         | 2          |                 | -               | -               |                    | -                  | -                  |             | -           | -           | 12     | 2      |        |
| 2021-gen. 2022    | Colonia II        | RL                | 16         | 0          |                 | -               | -               |                    | -                  | -                  |             | -           | -           | 16     | 0      |        |
| Totale Colonia II | Totale Colonia II | Totale Colonia II | 28         | 2          |                 | 0               | 0               |                    | -                  | -                  |             | -           | -           | 28     | 2      |        |
| 2020-2021         | Colonia           | BL                | 11         | 0          | CG              | 0               | 0               |                    | -                  | -                  |             | -           | -           | 11     | 0      |        |
| 2021-gen. 2022    | Colonia           | BL                | 0          | 0          | CG              | 0               | 0               |                    | -                  | -                  |             | -           | -           | 0      | 0      |        |
| Totale Colonia    | Totale Colonia    | Totale Colonia    | 11         | 0          |                 | 0               | 0               |                    | -                  | -                  |             | -           | -           | 11     | 0      |        |
| Totale carriera   | Totale carriera   | Totale carriera   | 39         | 2          |                 | 0               | 0               |                    | -                  | -                  |             | -           | -           | 39     | 2      |        |

### Cronologia presenze e reti in nazionale
| Cronologia completa delle presenze e delle reti in nazionale ― Serbia | Cronologia completa delle presenze e delle reti in nazionale ― Serbia | Cronologia completa delle presenze e delle reti in nazionale ― Serbia | Cronologia completa delle presenze e delle reti in nazionale ― Serbia | Cronologia completa delle presenze e delle reti in nazionale ― Serbia | Cronologia completa delle presenze e delle reti in nazionale ― Serbia | Cronologia completa delle presenze e delle reti in nazionale ― Serbia | Cronologia completa delle presenze e delle reti in nazionale ― Serbia |
| Data                                                                  | Città                                                                 | In casa                                                               | Risultato                                                             | Ospiti                                                                | Competizione                                                          | Reti                                                                  | Note                                                                  |
| --------------------------------------------------------------------- | --------------------------------------------------------------------- | --------------------------------------------------------------------- | --------------------------------------------------------------------- | --------------------------------------------------------------------- | --------------------------------------------------------------------- | --------------------------------------------------------------------- | --------------------------------------------------------------------- |
| 6-6-2021                                                              | Miki                                                                  | Serbia                                                                | 1 – 1                                                                 | Giamaica                                                              | Amichevole                                                            | -                                                                     |                                                                       |
| 11-6-2021                                                             | Kobe                                                                  | Giappone                                                              | 1 – 0                                                                 | Serbia                                                                | Amichevole                                                            | -                                                                     | 72’                                                                   |
| Totale                                                                |                                                                       | Presenze                                                              | 2                                                                     |                                                                       | Reti                                                                  | 0                                                                     |                                                                       |

## Palmarès

### Club

#### Competizioni nazionali
- Eerste Divisie: 1

Heracles Almelo: 2022-2023